# Jakob Stucki

Jakob Stucki (1987)

Jakob Stucki (* 10. Juli 1924 in Seuzach; † 17. März 2006 in Winterthur, reformiert, heimatberechtigt in Dägerlen sowie Seuzach) war ein Schweizer Politiker (BGB/SVP).

## Leben
Jakob Stucki, Sohn des Landwirts Jakob Stucki senior und der Elisabetha Keller, war von Beruf Bauer und Gastwirt in Seuzach. Stucki – er trat der Bauern-, Gewerbe- und Bürgerpartei (BGB) bei – war zunächst von 1950 bis 1958 Mitglied der Sekundarschulpflege Seuzach. 1958 wurde er zum Gemeindepräsidenten von Seuzach gewählt und hielt dieses Amt bis 1971 inne. Parallel dazu vertrat er seine Partei von 1959 bis 1971 im Zürcher Kantonsrat. Nachdem 1971 die BGB mit den Demokratischen Parteien der Kantone Glarus und Graubünden fusionierte und die Schweizerische Volkspartei (SVP) gründete, erfolgte Stuckis Wahl in den Zürcher Regierungsrat, dem er bis zu seinem Rücktritt 1991 angehörte. Dort stand er zuerst der Polizei- und Militärdirektion, anschliessend der Baudirektion, ab 1979 der Finanzdirektion vor. Darüber hinaus nahm Stucki für seinen Kanton von 1979 bis 1987 Einsitz in den Ständerat.
Auf kantonaler Ebene galt Jakob Stuckis Einsatz unter anderem der Einführung eines neuen Planungs- und Baugesetzes sowie der Steuergesetzgebung. Der überzeugte Föderalist Stucki war 1966 Mitgründer und bis 1971 Präsident des Zweckverbands Regionalplanung Winterthur und Umgebung. Für Schlagzeilen über die Kantonsgrenzen hinaus sorgte ein Bombenanschlag auf sein Haus am 8. Oktober 1975, verübt von Mitgliedern der religiösen Gemeinschaft Divine Light Zentrum (DLZ) in Winterthur.
Jakob Stucki – er heiratete 1947 Margaretha, die Tochter des Landwirts Gottlieb Frauenfelder – verstarb in seinem 82. Lebensjahr an Herzversagen.